# Xã Phoenix, Quận Pope, Arkansas
Xã Phoenix (tiếng Anh: Phoenix Township) là một xã thuộc quận Pope, tiểu bang Arkansas, Hoa Kỳ. Năm 2010, dân số của xã này là 313 người.